# Hiram Brülhart

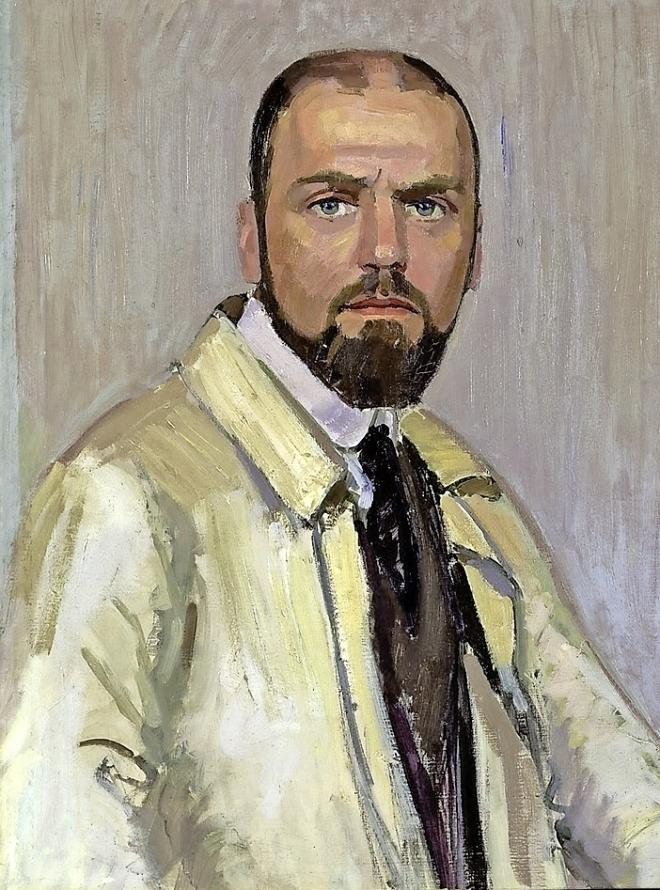
Selbstporträt (1920)

Ernest Hiram Brülhart (* 14. Oktober 1878 in Freiburg im Üechtland; † 22. März 1947 ebenda) war ein Schweizer Maler. Er malte Landschaften, Figuren, Stillleben, Portraits sowie Ansichten von Städten und Dörfern.

## Leben
Ernest Hiram Brülhart wurde als Sohn von Joseph Brülhart und Joséphine Biadi am 14. Oktober 1878 in Freiburg im Üechtland geboren. Angeblich erhielt Brülhart seinen Vornamen "Hiram", da sein Vater als Antikleriker und Freimaurer den Pfarrer der Pfarrei ärgern wollte. Sein Vater, Joseph Brülhart, war Besitzer der Giesserei "Kern & Brülhart"; die Familie stammte ursprünglich aus Alterswil. Seine Schwester Lydie, die sieben Jahre nach ihm zur Welt kam, arbeitete später als Sängerin und Gesangslehrerin an einem Konservatorium. Die Familie wohnte in der Nähe des Bahnhofs in Freiburg, wo Brülhart bis zu seiner Heirat wohnte.
Brülhart besuchte nach der Primar- und Orientierungsschule zunächst das Kollegium St. Michael in Freiburg, wo auch Joseph Reichlen als Zeichenlehrer unterrichtete. Dort erlangte er die Matura. Auf Bitten seines Vaters setzte er seine Ausbildung anschliessend an der ETH Zürich als Ingenieur fort und kehrte dann wieder in seine Heimatstadt zurück. Dort besuchte er auf Anregung seines ehemaligen Zeichenlehrers den Unterricht Ferdinand Hodlers am Musée industriel.
Später reiste Brülhart nach Paris, wo er zuerst die Académie Julian um 1900 und anschliessend die Académie de la Grande Chaumière besuchte. Er reiste häufig und besuchte unter anderem Saint-Tropez und Venedig. Nach Bukarest wurde er von einem Freund eingeladen, dem dortigen Schweizer Botschafter René de Weck (1887–1950). Wieder zurück in Freiburg, wurde er Lehrer an der École des arts et métiers, wo er u. a. Gaston Thévoz als Schüler hatte.
Zu Brülharts künstlerischen Schwerpunkten zählte neben der Landschaftsmalerei vor allem das Porträt. In Freiburg erwarb er sich einen Ruf als herausragender Porträtmaler und fertige u. a. Porträts von Georges Python, Achille Blancpain oder René de Weck an. Ernest Hiram Brülhart hat rund 3000 Werke hinterlassen.

## Würdigung
Während Brülhart zu seinen Lebzeiten von der Malerei leben konnte, geriet er nach seinem Tod zunehmend in Vergessenheit. Der Kunsthistoriker Philippe Clerc beschäftigt sich mit dem Maler und versucht, ihn einer breiteren Öffentlichkeit zugänglich zu machen. So ist eine Publikation über Brülhart erschienen; zudem gab es im Jahr 2019 in der Schalterhalle der Freiburger Kantonalbank eine Ausstellung mit rund 40 Werken des Malers.

## Werke (Beispiele)
- Petite mendiante au violon, Paris, 1904, Collection de la Banque Cantonale de Fribourg[4]
- Louise Schuwey oder Jeune fille de Bellegarde, um 1910, Musée gruérien, Bulle[4]
- Marie Blaser-Goeldlin, um 1930, Musée d’Art et d’Histoire, Fribourg[4]
- Le diplomate René de Weck, um 1934, Musée d’Art et d’Histoire, Fribourg[4]
- Romont de l’ouest, 1930–1949. Musée d’Art et d’Histoire, Fribourg